# Тхонбурі (королівство)
Тхонбурі (тай. ธนบุรี) — період в історії Таїланду з 1768 по 1782 роки. Тхонбурі був столицею Таїланду протягом короткого часу під час правління короля Таксіна Великого, після розорення столиці (Аюттхая) бірманцями. Король Рама I переніс столицю в Бангкок на іншу сторону річки Чаупхрая в 1782 році. Тхонбурі залишався самостійним містом і провінцією до 1972 року, коли він був приєднаний до Бангкока .